# 최원택
최원택(崔元澤, 1895년~1973년 3월 17일)은 조선민주주의인민공화국의 정치인이다.  일제강점기에 독립운동, 사회주의 운동을 전개했으며, 광복 이후에는 서울시인민위원회 위원장, 남조선노동당 중앙감찰위원장을 지내다가 월북하여 조선민주주의인민공화국의 최고인민회의 대의원 및 조선로동당 중앙위원회 상무위원, 평화옹호전국민족위원회 부위원장, 최고인민회의 의장을 지냈다.